# 內本鹿越嶺古道

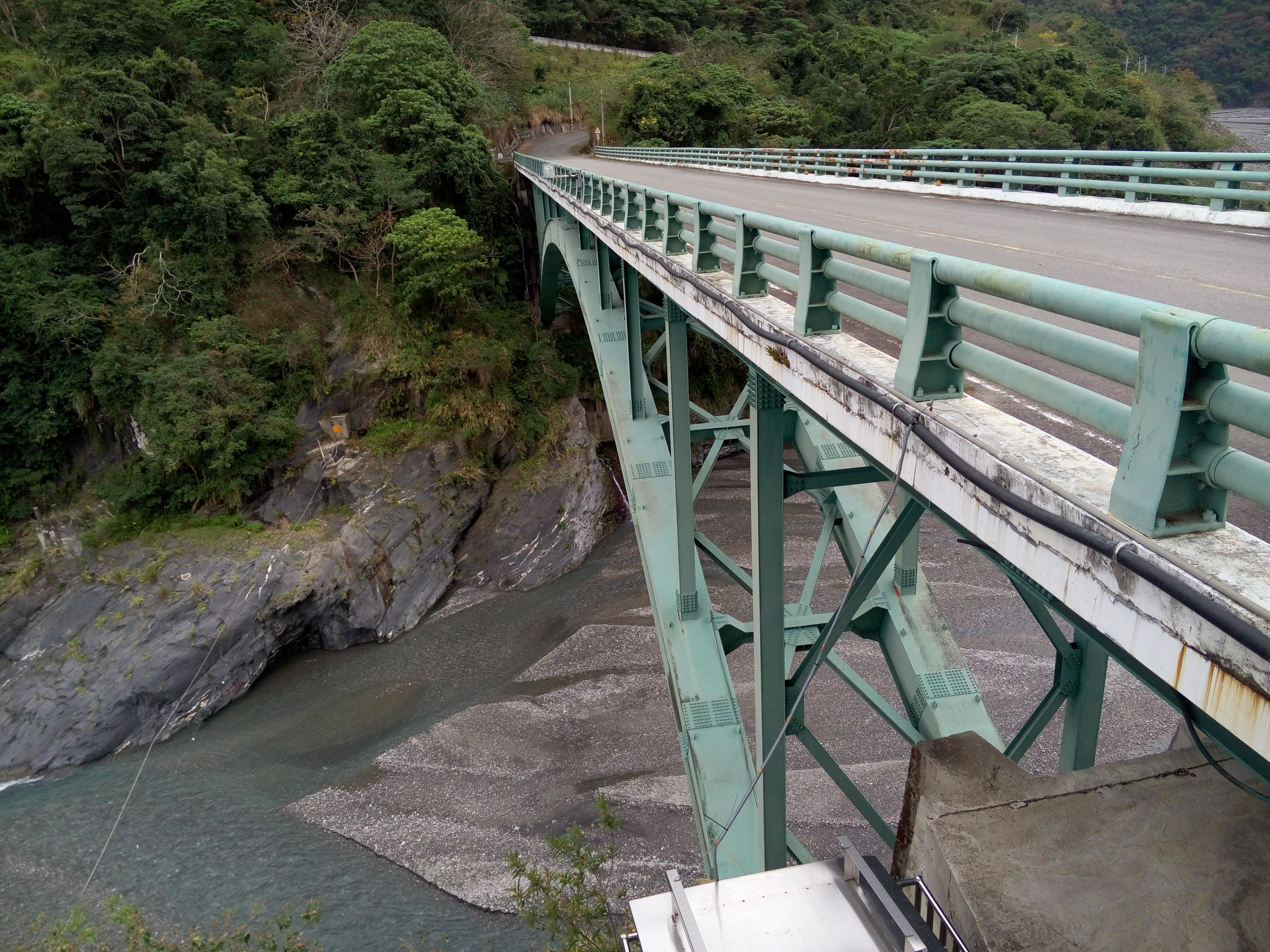
內本鹿古道東段 東36鄉道上的清水大橋，該地即是內本鹿事件的事發地點之一

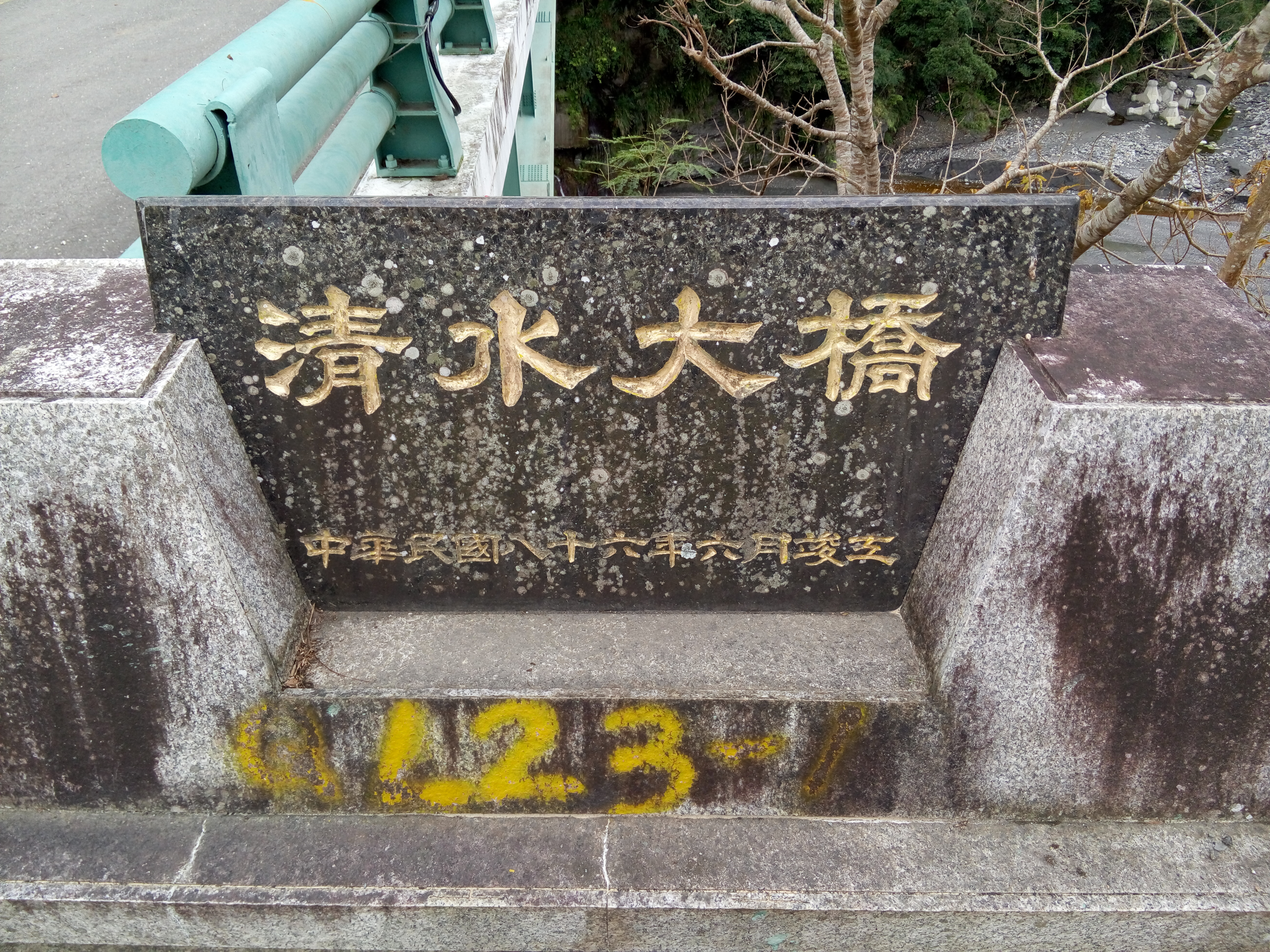
內本鹿古道東段 東36鄉道上的清水大橋橋牌，該地即是內本鹿事件的事發地點之一

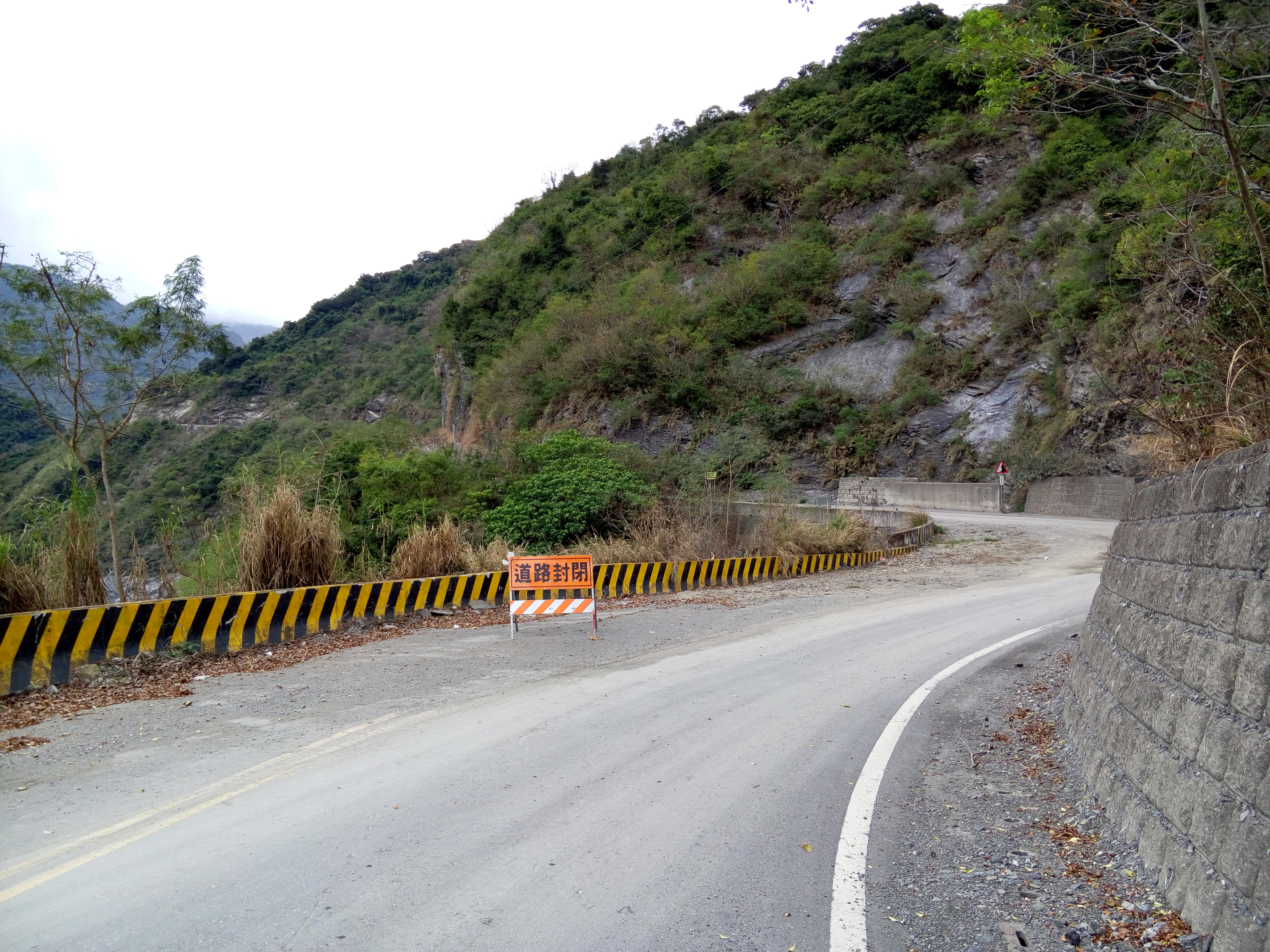
內本鹿古道東段 東36鄉道桃源村前往清水的路口，該路口可以說是內本鹿古道的東段入口處，現已柏油加封並拓寬為一般道路

內本鹿越嶺古道為一條位在臺灣的山區古道，該條古道橫跨於高雄市六龜區經中央山脈至臺東縣延平鄉紅葉，總長124.7公里。目前古道西段六龜至藤枝現已闢為荖濃溪林道，東段鹿鳴至清水段改為東36鄉道，其餘路段皆處於荒廢狀態。

## 歷史
內本鹿越嶺古道最早之起源是19世紀時臺東山區的原住民族布農族郡社群（又稱施武郡群）沿鹿野溪（北絲鬮溪）上游向東越過內本鹿山、出雲山，再沿馬里山溪（濁口溪上游）向高雄市擴散定居的山徑。

### 日治時期
甲午戰爭清廷戰敗後，臺灣割讓給日本進入臺灣日治時期，1914年，時任第5任臺灣總督的佐久間左馬太下令執行「五年計畫理蕃事業」來治理山地原住民族，而當時臺東縣內本鹿地區沿線共有mamahav、masuvanu、halimudun、halipusun、masudada、tansiki、asahi等多個部落，直到1940年間，布農族人仍不願遷至山下，也使得內本鹿地區成為日本臺灣理蕃地圖最後一片空白的區域，並有著「北泰雅、南布農」之稱號。
在1935年（昭和10年）為管理山地布農族，臺灣總督府計畫開闢內本鹿越嶺道，並沿越嶺道設置有紅葉（umizi）、清水（siusui）、楓（kaili）、嘉嘉代（kakaiyu）、桃林（tavilin）、橘、壽（kudubuki／pisbadan）、常盤（tukiuwa）、朝日（asahi）、出雲（sakakivan）等多個駐在所。
北絲鬮溪在清水和楓之間有支流浪速溪，此匯流處稱為「龍門峽」。

### 發生「內本鹿事件」
1941年3月9日，Halipusun部落的海樹兒（Haisul）因為不滿日本人強制實施集團性的移住政策，造成該部落的族人在移居至延平鄉縱谷平原區時，出現水土不服的現象而染病。因此海樹兒與其餘三名布農族男性展開報復行動，在清水駐在所前先把吊橋砍斷，阻斷日本警察上山援助的交通要道。海樹兒等三人後來來到清水駐在所並以槍枝殺死兩名日本警察，又在楓駐在所與日本警察進行交戰，所內三名日本警察也被殺死，後又誤殺一名日本孩童。
當地的日本軍駐軍發現後，立即前往電話線尚未被截斷的紅葉駐在所通報關山郡役所增派警力支援，日本人為防止該事件衍生為群體性的戰爭，對海樹兒等三人進行圍捕。海樹兒三人開始逃亡，甚至其三位位在部落中的居所也被日本警察開槍掃射，至今彈痕斑斑的石板牆仍保存在內本鹿山區中。爾後海樹兒三人仍然逃不過大批警力的圍補，一個月後便遭到日本警方逮補而宣判死刑。臺灣總督府方面也為防止類似事件的發生，把居住在內本鹿沿線的布農族人全數遷居到今日臺東縣延平鄉的鸞山村與桃源村。
後續因內本鹿山區已沒有原住民之部落存在，因此之後台灣總督府將內本鹿越嶺道沿途駐紮的兵力逐一撤至山下，內本鹿越嶺道便沒有實際用途而逐漸荒廢。後來經過多次地震與風災侵襲讓越嶺道毀損而不能供人行走。

### 臺灣戰後時期
臺灣戰後，中華民國臺灣省政府接收臺灣後，並沒有針對該條古道有任何重建或是興建橫貫公路之計畫，僅古道西段六龜至藤枝闢為「荖濃溪林道」，東段鹿鳴至清水段改為「東36鄉道」，其餘路段皆處於荒廢狀態。
目前內本鹿越嶺古道雖已納入國家步道系統關山─內本鹿越嶺國家步道系統之中，但其路況因多次山崩與無人維護導致不明顯，僅有林務局臺東林管處的相關人員為台東蘇鐵自然保留區巡視而行走在內本鹿越嶺古道上。

## 路線
六龜（高雄市六龜區）－藤枝－石山－日之出－出雲－朝日－常磐－壽－橘－楓－清水－紅葉（臺東縣延平鄉）
石山支脈-卑南主山西稜-西南稜-沿鹿野溪,124K

## 資料來源
1. 1 2 3 4  .   [2015-05-31]. （原始内容存档于2015-06-25）.
2. ↑  .   [2015-05-31]. （原始内容存档于2004-09-11）.
3. 1 2 3 4 5  .   [2015-05-31]. （原始内容存档于2018-01-21）.
4. ↑  .   [2015-05-31]. （原始内容存档于2017-03-24）.
5. 1 2 3  .   [2015-05-31]. （原始内容存档于2016-03-05）.
6. 1 2 3  .   [2015-05-31]. （原始内容存档于2018-01-22）.
7. ↑  .   [2015-05-31]. （原始内容存档于2019-06-22）.
8. ↑  .   [2015-05-31]. （原始内容存档于2013-05-08）.

## 外部連結
- 中華民國行政院農業委員會林務局-臺灣山林悠遊網 關山─內本鹿越嶺國家步道系統